# Franz Xaver Pendl

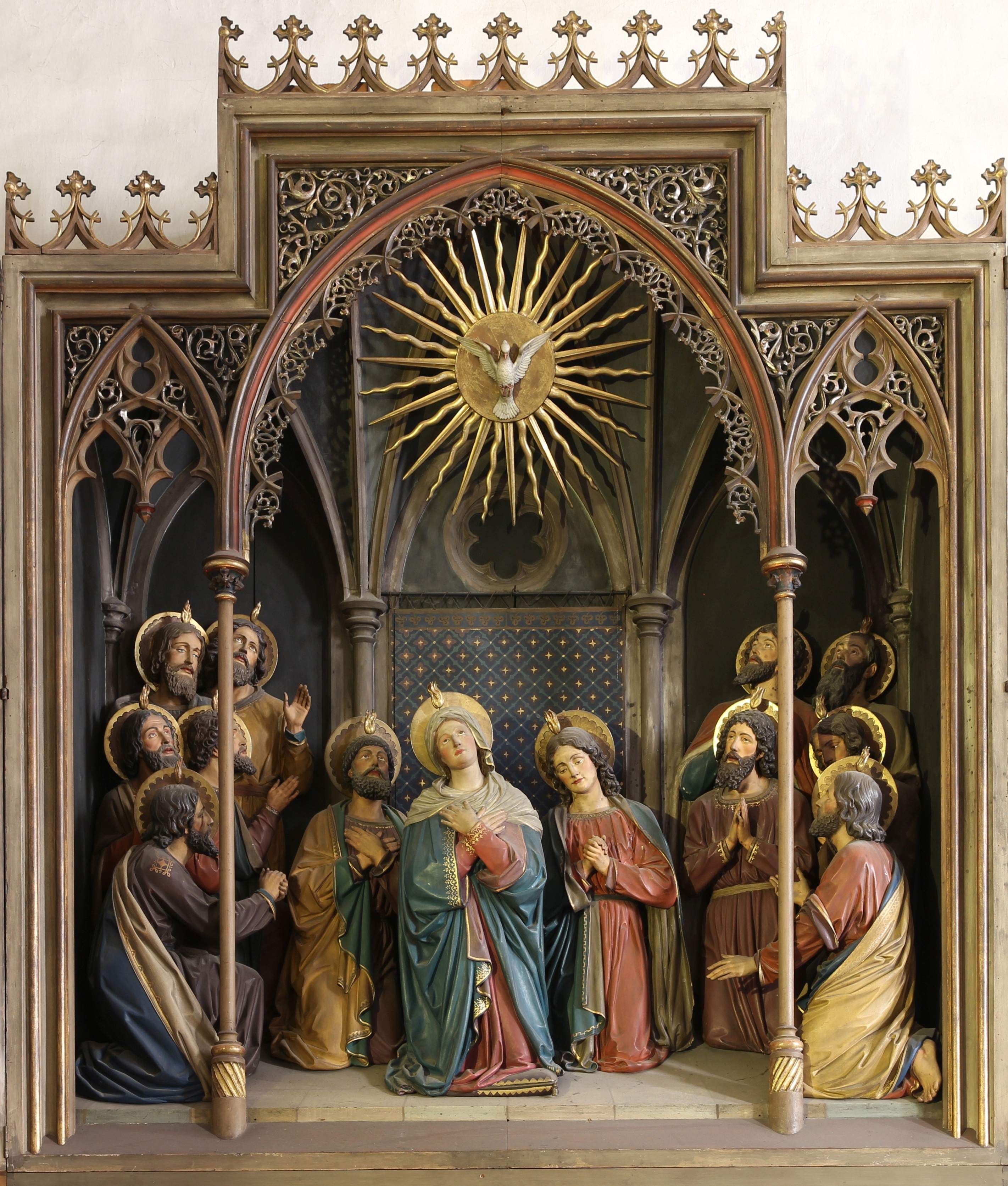
Franz Xaver Pendl: Das Pfingstereignis, Altarrelief in der Spitalkirche von Meran

Franz Xaver Pendl (* 5. Mai 1817  in Meran; † 23. Juni 1896 in Untermais, Meran) 
war ein Tiroler Bildhauer.

## Leben
Nach einer Ausbildung bei seinem Vater Johann Pendl absolvierte er von 1838 bis 1842 ein Studium an der Akademie der bildenden Künste Wien bei Josef Klieber und Leopold Kupelwieser und arbeitete im Atelier von Johann Nepomuk Schaller. Von 1842 bis 1846 studierte er an der Akademie der Bildenden Künste München unter anderem bei Konrad Eberhard. Ab 1846 arbeitete er in Meran, wo er die Werkstatt seines Vaters übernahm. Er schuf hauptsächlich religiöse Skulpturen im neugotischen Stil.
Sein Sohn Emanuel Pendl wurde ebenfalls Bildhauer.

## Werk (Auswahl)
- Ahrntal, St. Jakob, Pietà[1]
- Eppan, Girlan, kg Friedhofskapelle, auf der Altarmensa Kreuzabnahme[2]
- Hafling, Pfarrkirche St. Johannes der Täufer, Kruzifix[3]
- Kaltern, Franziskanerkirche St. Claudia, Hochaltar, Nebenfiguren Joachim und Anna[4]
- Kaltern, Franziskanerkloster Kaltern, Skulptur, Kruzifixus[5]
- Meran, St. Barbara, Immakulata[6]
- Meran, Pfarrkirche St. Nikolaus, große Figuren am Musikchor, Petrus und Paulus[7]
- Meran Spitalkirche, Schnitzaltarretabel Pfingstereignis, die Flügel vom ehemaligen Schnitzaltar in der Pfarrkirche von Partschins, von Jörg Lederer[8]
- Meran Spitalkirche, Skulptur Jesus am Ölberg[9]
- Meran St. Valentin, Fassadenfiguren[10]
- Meran Christuskirche, Kruzifix am Altar und vier Reliefs an Altar und Kanzel[11]
- Moos in Passeier, St. Ursula in Platt, Schutzengel[12]
- Mühlwald, Pfarrkirche St. Gertrud, Kruzifix[13]
- Proveis, Pfarrkirche St. Nikolaus, Holzkruzifix[14]
- Schenna, Mausoleum (Grabstätte Erzherzog Johanns und seiner Familie), Fassadenfiguren, Gruftaltar